# Ceratalictus stigon
Ceratalictus stigon là một loài Hymenoptera trong họ Halictidae. Loài này được Vachal mô tả khoa học năm 1911.